# Japonitata
Japonitata (лат.) — род жуков-листоедов из подсемейства козявок (Galerucinae). Около 30 видов.

## Распространение
Отмечены в Юго-Восточной Азии и Палеарктике.

## Описание
Мелкие жуки-листоеды (около 5 мм). Japonitata можно отличить от Paraplotes по наличию открытых кзади передних тазовых полостей (закрытых у Paraplotes); переднеспинка длиннее, в 1,5-1,7 раза шире длины (переднеспинка короткая, в 2,4-2,9 раза шире длины у Paraplotes), базальная кайма иммаргинатная (базальная кайма окаймлена у Paraplotes); диск с латеральными вдавлениями (диск с поперечными вдавлениями у Paraplotes); диск надкрылий с редуцированной пунктировкой (диск надкрылий с мелкой или крупной пунктировкой у Paraplotes), кроме бокового, с еще одним продольным гребнем. Некоторые генитальные признаки являются диагностическими. Эдеагус взрослых особей Japonitata имеют хорошо склеротизованный, удлиненный тектум (вариабельный тектум с одной парой апико-латеральных склеритов у Paraplotes), без эндофаллических спикул (с одним длинным срединным спикулумом и одной или двумя дополнительными парами латеральных спикул у Paraplotes)..

## Систематика
Около 30 видов. Род был впервые выделен в 1922 году немецким колеоптерологом Юлиусом Вайзе (1844—1925) под именем Japonia Weise, 1922 для вида Phyllobrotica nigrita Jacoby, 1886. Но оно оказалось занято более старым именем моллюска и поэтому заменено в 1935 году норвежским энтомологом Embrik Strand (1876—1947) на Japonitata. Сходны с родами Paraplotes и Shairella.
- Japonitata abdominalis Jiang, 1989
- Japonitata antennata Chen & Jiang, 1986
- Japonitata bipartita Chen & Jiang, 1986
- Japonitata biramosa Chen & Jiang, 1986
- Japonitata caerulea Kimoto, 1996
- Japonitata clavata Yang & Wu in Wu, Yang & Li, 1998
- Japonitata concaviuscula Yang in Yang, Li, Zhang & Xiang, 1997
- Japonitata confragosa Yang & Li in Yang, Li, Zhang & Xiang, 1997
- Japonitata coomani Laboissiere, 1932
- Japonitata cordiformis Chen & Jiang, 1986
- Japonitata diformis Medvedev & Sprecher-Uebersax, 1998
- Japonitata flavoterminata Yang in Yang, 1992
- Japonitata hongpingana Jiang, 1989
- Japonitata litocephala Yang & Li, 1998
- Japonitata lunata Chen & Jiang, 1986
- Japonitata mirabilis Medvedev & Sprecher-Uebersax, 1999
- Japonitata nigricans Yang & Li, 1998
- Japonitata nigriceps Chen & Jiang, 1986
- Japonitata nigrita (Jacoby, 1885)
- Japonitata ochracea Kimoto, 2004
- Japonitata pallipes Chen & Jiang, 1986
- Japonitata picea Chen & Jiang, 1986
- Japonitata quadricostata Kimoto, 1996
- Japonitata ruficollis Jiang, 1989
- Japonitata rugatipennis Chen & Jiang, 1986
- Japonitata semifulva Jiang, 1989
- Japonitata striata Yang & Li in Yang, Li, Zhang & Xiang, 1997
- Japonitata tricarinata (Laboissiere, 1929)
- Japonitata tricostata Chen & Jiang, 1981
- Japonitata unicostata (Laboissiere, 1929)